# Marcos Giralt Torrente
Marcos Giralt Torrente (Madrid, 1968) és un escriptor i crític literari espanyol.

## Biografia
Neix a Madrid en 1968 en una família d'artistes (és fill del pintor Juan Giralt, net de l'escriptor Gonzalo Torrente Ballester i nebot del també escriptor Gonzalo Torrente Malvido). Es va llicenciar en Filosofia en la Universitat Autònoma de Madrid. El seu primer llibre va ser el volum de relats Entiéndame (Editorial Anagrama, 1995), però la celebritat no li va arribar fins a 1999, quan va guanyar el Premi Herralde de Novel·laamb la seva novel·la París. En 2011 va guanyar el Premi Nacional de Narrativa amb la seva novel·la Tiempo de vida, en la qual narra la relació amb el seu pare fins a la mort d'aquest.
Ha estat escriptor resident en l'Acadèmia Espanyola a Roma, a la Universitat d'Aberdeen, en el Künstlerhaus Schloss Wiepersdorf, en la Maison des Écrivains Etrangers et des Traducteurs de Saint Nazaire i en la Santa Maddalena Foundation. També va participar en el Artists-in-Residence de Berlín en 2002. És membre de l'Orde del Finnegans. En 1995 va començar a col·laborar amb el periòdic El País, on va ser crític literari del suplement Babelia fins a 2010. Les seves obres han estat traduïdes, entre altres llengües, a l'anglès, alemany, francès, italià i portuguès.

## Obra
Narracions
- Entiéndame (1995, Anagrama)
- Nada sucede solo (1999, Ediciones del Bronce)
- Cuentos vagos (2010, Alfabia)
- El final del amor (2011, Páginas de Espuma)

Novel·les
- París (1999, Anagrama)
- Los seres felices (2005, Anagrama)
- Tiempo de vida (2010, Anagrama)

## Premis
- 1999 - Premi Herralde de Novel·la, per París.
- 1999 - Premi Modest Furest i Roca, per Nada sucede solo.
- 2011 - Premi Internacional de Narrativa Breu Ribera del Duero, per El final del amor.
- 2011 - Premi Nacional de Narrativa,[3] per Tiempo de vida.
- 2014 - Premi Strega Europeu, por la traducció italiana de Tiempo de vida.